# 小行星17445
小行星17445（17445 Avatcha）是一颗绕太阳运转的小行星，为主小行星带小行星。该小行星于1989年12月28日发现。

## 轨道参数
小行星17445的轨道半长轴为3.1672396 UA，离心率为0.262。